# أزاد كوه
أزاد كوه (بالفارسية:  آزاد کوه) هي واحدة من أعلى قمم البرز المركزية في مقاطعة مازاندران. يبلغ ارتفاع قمة «أزاد كوه» 4355 متراً. تمت تسمية «أزاد كوه» على اسم السكان المحليين الذين يعيشون حول الجبل ولعل سبب هذه التسمية هو أن هذا الجبل مخروطي ولا علاقة له بالارتفاعات المحيطة.
اسم آخر لهذا الجبل هو «شاهزاده کج گردن» (بمعنی رقبة الأمير المعوج). وبشكل عام ، هناك أربعة مسارات للتسلق، يبدأ أقرب طريق منها من قرية «کلال العلیا». ترتبط هذه القمة بالقمم الأخرى في المنطقة فقط من التلال الجنوبية. يمكنك أيضًا الذهاب من قرية كلاونجا.

## تسلق أزادکوه
تسلق «أزاد كوه» ليس مهمة فنية ولا تحتاج إلى استخدام المعدات التقنية عند التسلق في الصيف،
وهناك طريقان لتسلق هذه القمة، الأسهل والأقصر هو من قرية Kalaak-e-Baalaa والثاني أطول ويبدأ من قرية Vaarange Rud. يستغرق الأول 1-2 أيام والثاني 2-4 أيام. ولا يوجد مأوى في أي من الطريقين، أما في فصل الشتاء فتسلق الجبل ليس بالسهل، كما أن هناك خطر محتمل من الانهيار الجليدي في أي من الطريقين.

## معرض صور

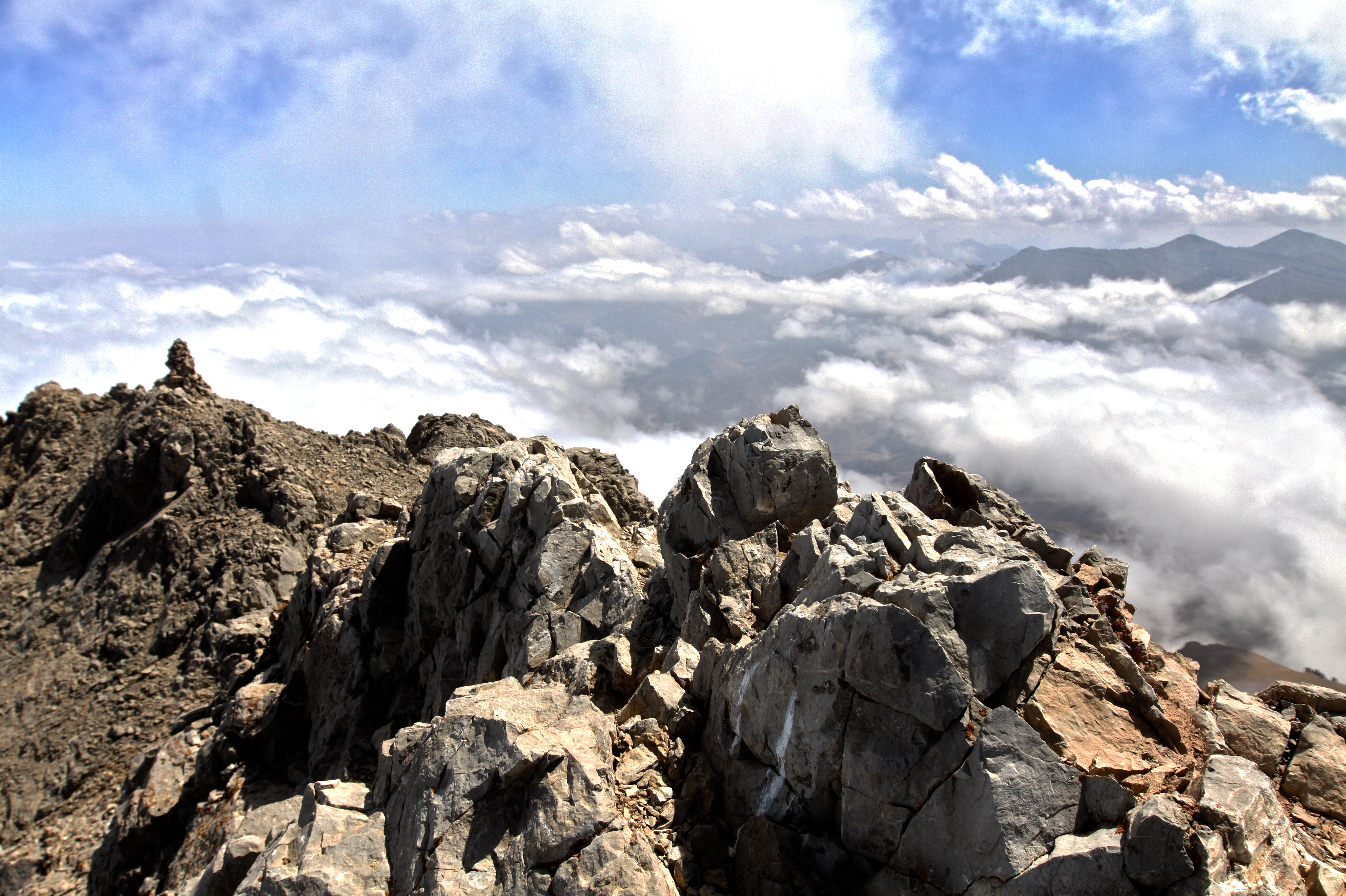
أزاد كوه، مازندران (محافظة)، إيران
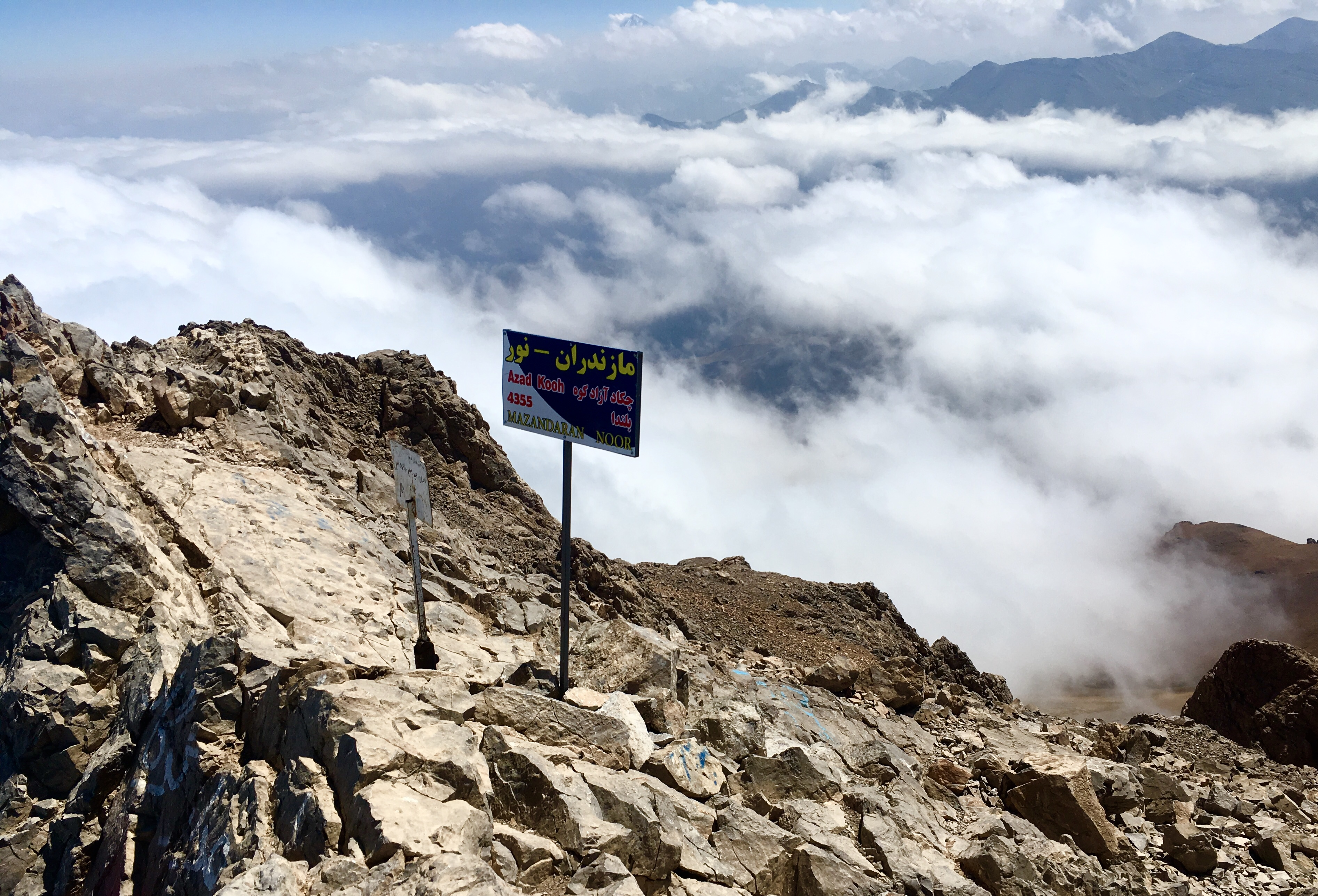
أزاد كوه، مازندران (محافظة)، إيران
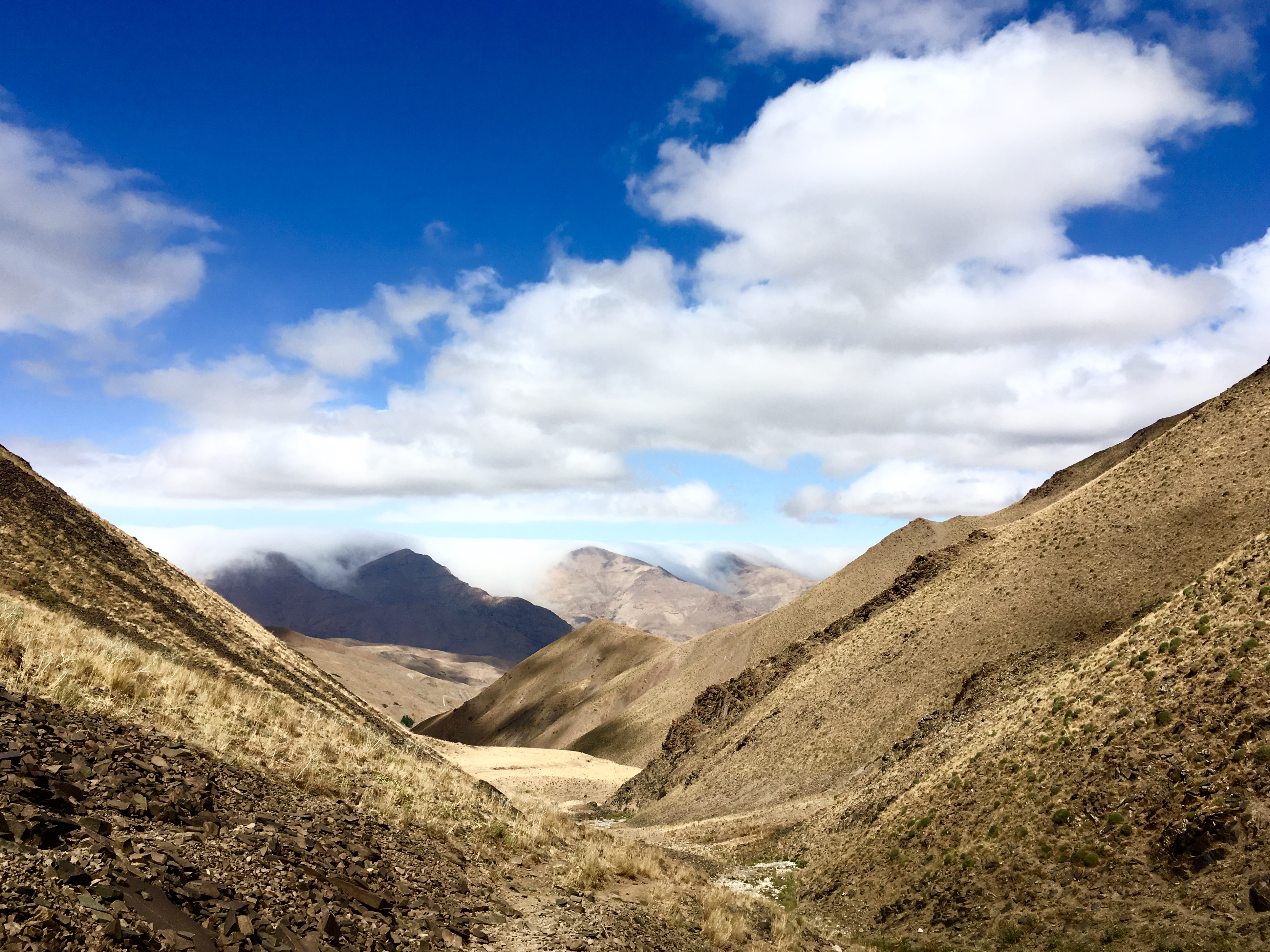
جبل أزاد كوه، مازندران (محافظة)، إيران
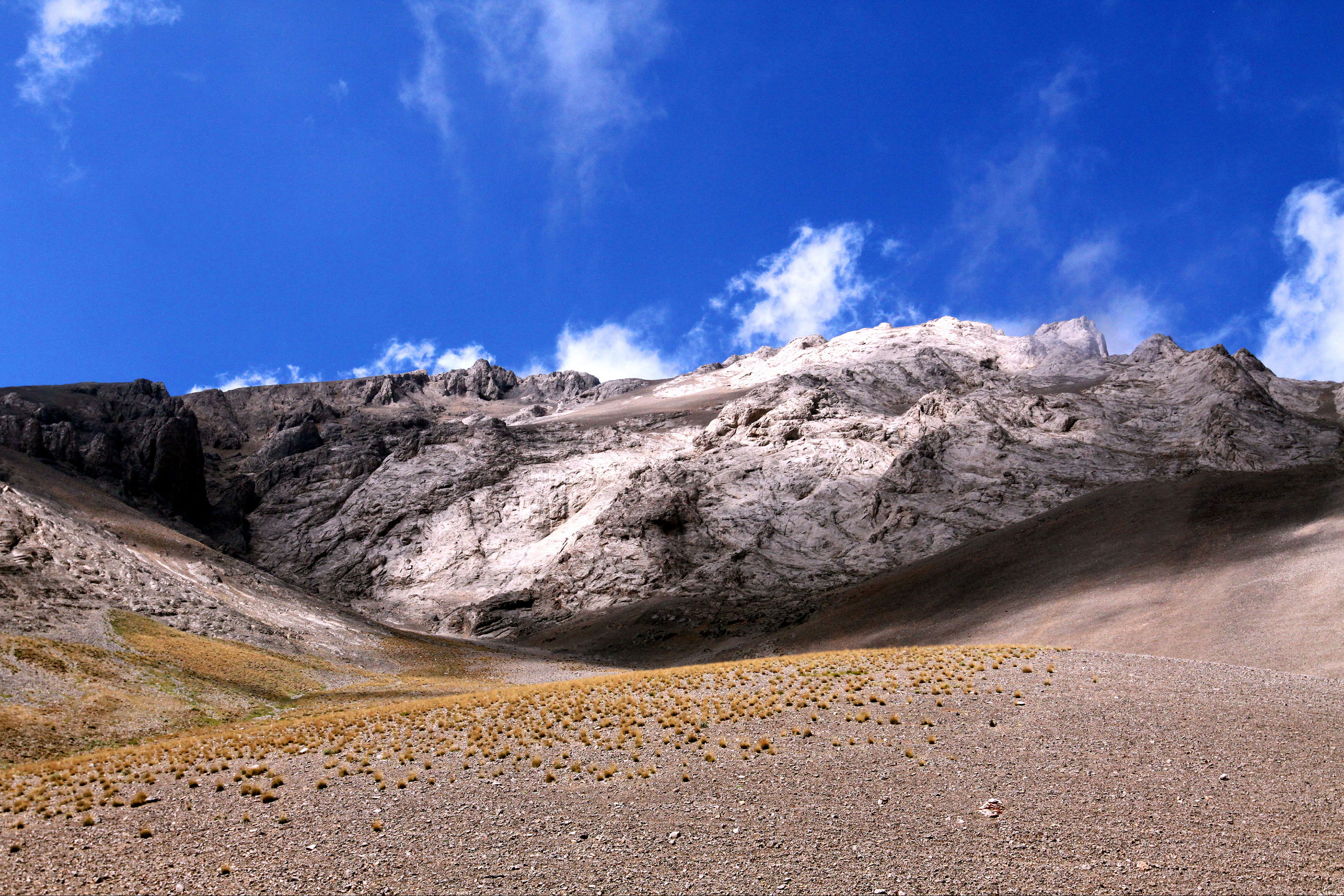
جبل أزاد كوه، مازندران (محافظة)، إيران